# NGC 5158
NGC 5158 (również PGC 47180 lub UGC 8459) – galaktyka spiralna z poprzeczką (SBab), znajdująca się w gwiazdozbiorze Warkocza Bereniki. Odkrył ją John Herschel 7 maja 1826 roku. Jest to galaktyka z aktywnym jądrem typu LINER.